# 초능력 소녀의 분노
《초능력 소녀의 분노》(영어: Firestarter)는 1984년 개봉한 미국의 SF 공포 영화이다. 스티븐 킹의 소설 《저주받은 천사》(원제는 같다)를 원작으로 한다. 감독은 마크 L. 레스터이고, 데이비드 키스, 드루 배리모어, 프레디 존스, 헤더 로클리어, 마틴 신, 조지 C. 스콧, 아트 카니, 루이즈 플레처가 출연했다.

## 줄거리
대학생 시절, 앤디와 비키는 정부 주도 실험에 참여했다가 초능력을 얻게 된다. 비키는 타인의 생각을 읽는 능력을, 앤디는 타인을 조종하는 능력을 얻었지만, 이 능력은 코피를 유발하며 그 위력을 제한한다. 결혼 후, 그들은 강력한 발화 능력과 예지력을 가진 딸 찰리를 낳는다. 어느 날, 정부 비밀 조직 '샵'이 비키를 살해하고 찰리를 납치한다. 앤디는 찰리를 구출하고 도망치지만, 샵은 찰리의 능력을 무기화하려 끈질기게 추적한다.
도망치는 동안 앤디는 농부 부부의 도움을 받지만, 샵의 요원들을 찰리가 물리치며 다시 도망을 시작한다. 앤디의 능력은 점점 약해지고, 샵의 수장 홀리스터는 암살자 레인버드를 보내 그들을 잡으려 한다. 앤디는 언론에 알리기 위해 편지를 쓰지만, 그로 인해 위치가 발각되어 붙잡힌다. 샵은 앤디에게 약물을 투여해 능력을 약화시키려 하고, 레인버드는 친절한 직원으로 위장하여 찰리에게 접근한다.
찰리의 능력은 더욱 강력해진다. 앤디는 약물 투여를 속이고 있었고, 찰리에게 탈출 계획을 알린다. 레인버드는 찰리를 죽이려 하지만, 찰리는 진실을 알고 분노한다. 앤디는 딸을 보호하기 위해 홀리스터를 조종하여 레인버드를 공격하게 하지만, 레인버드는 홀리스터를 죽이고 앤디에게 치명상을 입힌다. 찰리는 레인버드를 불태워 죽인 후, 아버지의 부탁대로 시설을 파괴한다. 결국 찰리는 농장으로 돌아와 다시 가족처럼 지내며, 뉴욕으로 가서 자신의 이야기를 언론에 알리게 된다.

## 출연
- 데이비드 키스 - 앤드루 맥기 역
- 드루 배리모어 - 찰리 맥기 역
- 프레디 존스 - 조지프 원리스 역
- 헤더 로클리어 - 비키 맥기 역
- 마틴 신 - 홀리스터 반장 역
- 조지 C. 스콧 - 존 레인버드 역
- 아트 카니 - 어브 맨더스 역
- 루이즈 플레처 - 노마 맨더스 역
- 모지스 건 - 핀셧 박사 역

## 제작진
- 협력프로듀서: 마사 드 로렌티스
- 배역: 조한나 레이

## 사운드트랙
| #            | 제목                  | 재생 시간 |
| ------------ | --------------------- | --------- |
| 1.           | 〈Crystal Voice〉     | 3:07      |
| 2.           | 〈The Run〉           | 4:50      |
| 3.           | 〈Testlab〉           | 4:00      |
| 4.           | 〈Charly the Kid〉    | 3:51      |
| 5.           | 〈Escaping Point〉    | 5:10      |
| 6.           | 〈Rainbirds Move〉    | 2:31      |
| 7.           | 〈Burning Force〉     | 4:17      |
| 8.           | 〈Between Realities〉 | 2:53      |
| 9.           | 〈Shop Territory〉    | 3:15      |
| 10.          | 〈Flash Final〉       | 5:15      |
| 11.          | 〈Out of the Heat〉   | 2:30      |
| 총 재생 시간 | 총 재생 시간          | 41:39     |